# Saint-Maixent-sur-Vie
Saint-Maixent-sur-Vie település Franciaországban, Vendée megyében. Lakosainak száma 1196 fő (2022. január 1.). Saint-Maixent-sur-Vie Coëx, Commequiers, Le Fenouiller és Saint-Révérend községekkel határos.

## Népesség
A település népessége az elmúlt években az alábbi módon változott:
| Lakosok száma | 997  | 1036 | 1064 | 1078 | 1101 | 1124 | 1149 | 1161 | 1196 |
|               | 2013 | 2015 | 2016 | 2017 | 2018 | 2019 | 2020 | 2021 | 2022 |